# Jasso (Hidalgo)
Jasso ist eine Kleinstadt in der von mehreren großen Zementfabriken (wie z. B. Tolteca) dominierten Region Atotonilco im mexikanischen Bundesstaat Hidalgo. Der Ort verdankt sein Dasein im Prinzip einzig und allein der hier angesiedelten Zementfabrik Cemento Cruz Azul S.A. und trägt seit dem 16. Januar 1968 den offiziellen Namen Ciudad Cooperativa Cruz Azul.
Am 22. Mai 1927 wurde hier von Arbeitern der Zementfabrik der Sportverein CD Cruz Azul ins Leben gerufen. Dessen erfolgreiche Fußballmannschaft wurde nur wenige Jahre nach dem Aufstieg von 1964 in die mexikanische Primera División nach Mexiko-Stadt verfrachtet, um sich ein größeres Publikum zu erschließen. 
Auf großen Fußball müssen die Arbeiter und Einwohner der Region Atotonilco aber dennoch nicht verzichten, weil im hiesigen Estadio 10 de diciembre stets einige Nachwuchsmannschaften des großen CD Cruz Azul beheimatet waren. Sein zurzeit bestes Farmteam spielt unter dem Namen CD Cruz Azul Hidalgo in der zweiten Liga.